# Estádio Ferreira Lima
Estádio Ferreira Lima – stadion piłkarski, w Timbaúba, Pernambuco, Brazylia, na którym swoje mecze rozgrywa klub Timbauba Futebol Clube.